# Slottsskogsobservatoriet
Slottsskogsobservatoriet är ett astronomiskt observatorium i Göteborg. Det ligger på en höjd i den nordligaste delen av Slottsskogen och grundades 1929. Den nuvarande observatoriebyggnaden invigdes 1985. Det är Sveriges idag enda folkobservatorium och har numera fyra olika teleskop.

## Beskrivning
Observatoriet är byggt på Stora utsikten, 80 meter över havet och cirka 135 meter från där det före detta vattentornet står placerat. Det har fyra olika teleskop, fördelat på två olika observatoriepaviljonger:
- Västra paviljongen:[3]
  - 1 spegelteleskop (reflektor och 30 cm öppning, system Schmidt-Cassegrain). På tuben sitter även två mindre linsteleskop (9 respektive 5 cm öppning).
  - 1 linsteleskop (10 cm, system Fraunhofer)
- Östra paviljongen:[3]
  - 1 spegelteleskop (18 cm, system Maksutov-Cassegrain). Samt en monterad kikarsökare (4 cm).
  - 1 linsteleskop (12,5 cm, system Fraunhofer).

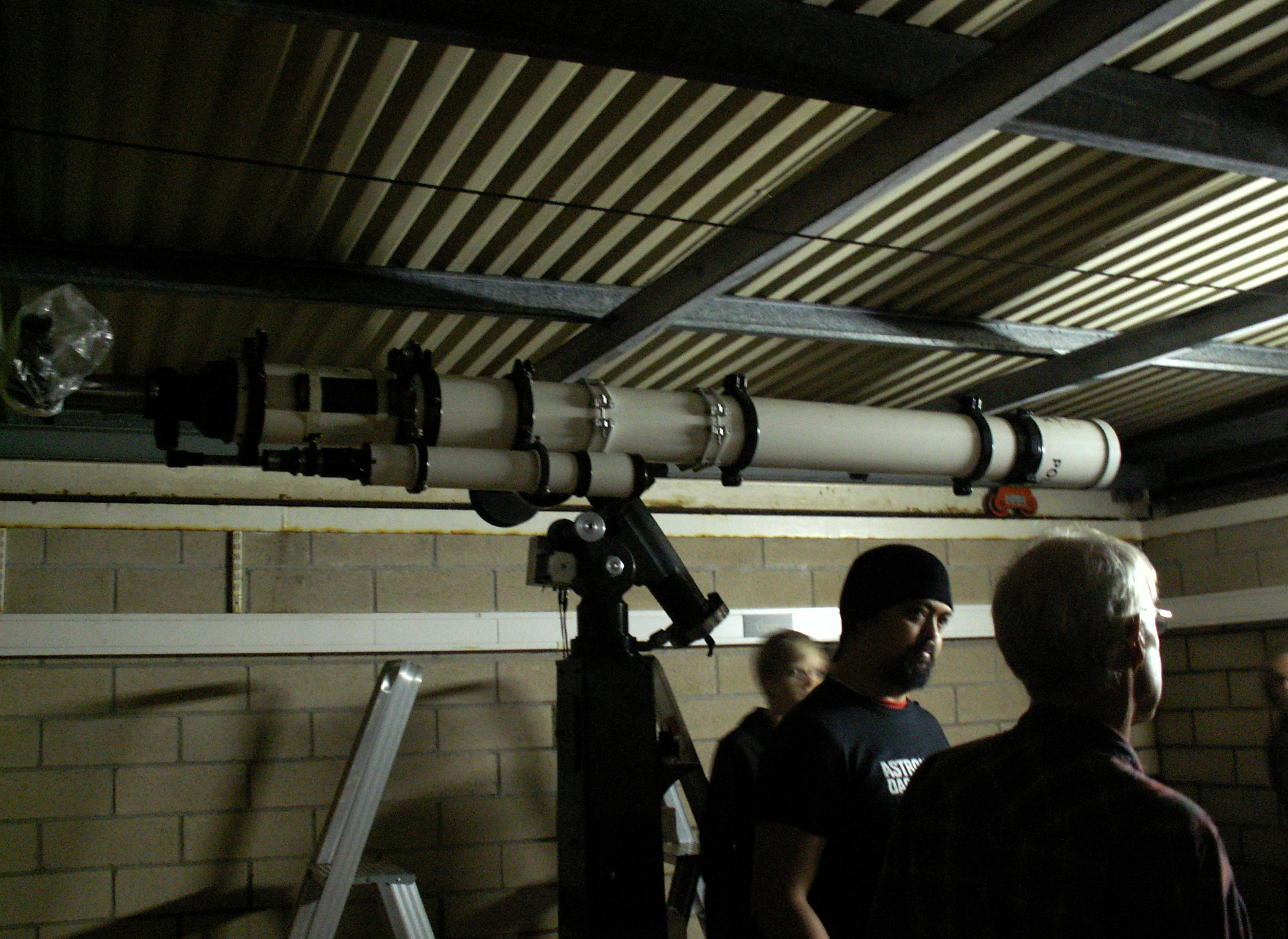
Ett av teleskopen i den östra paviljongen, förevisat under Astronomins dag och natt 2014.

Slottsskogsobservatoriet är ett folkobservatorium (Sveriges numera enda), vilket innebär att dess huvuduppgift är att förmedla adekvat astronomisk vetenskap till besökare.. Under den mörka delen av året, september till mars, anordnas visningar av stjärnhimlen i teleskop. Det finns ett "mulet väder-program" att ta till under molniga kvällar. Under den ljusare delen av året arrangeras ibland i stället solvisningar. Majoriteten av besökarna är skolklasser som bokar gruppvisningar under kvällar då observatoriet är stängt för allmänheten. I byggnaden finns även Göteborgs Astronomiska Klubb.

## Historik

### Bakgrund
Redan 1918–1923 pågick aktiviteter för att skapa ett forskningsinriktat observatorium i Slottsskogen. Ingenjörsstudenten Axel Corlin var initiativtagare, samt professor Henrik Block och andra. Idéerna avstannade i brist på pengar samt en befarad opinion mot ett nybygge i Slottsskogen.
Efter en donation av Barthold Lundén till Göteborgs stad 1926, kunde det första observatoriet i Slottsskogen uppföras 1929. Det invigdes den 4 september samma år, och den första visningen skedde den 13 september. Första föreståndaren var läroverksadjunkten Otto Holmberg (1877–1967). Den ursprungliga byggnaden var ett 16 kvadratmeter stort träskjul, vilket stod kvar fram till sommaren 1985.

### Efterkrigstiden
Observatoriet var stängt och övergivet några år efter Holmbergs pensionering samt vid avspärrningarna under andra världskrigets senare del. Under tiden hade Lisebergsplanetariet svarat för den populärvetenskapliga astronomin i Göteborg. Björn Hedvall blev föreståndare 1964, och på hösten 1969 moderniserades observatoriet på Hedvalls initiativ. Den gamla refraktorn byttes ut mot en ny av samma storlek, bekostad av en donation från Victor Hasselblad AB. Observatoriet fick samtidigt el och telefon.

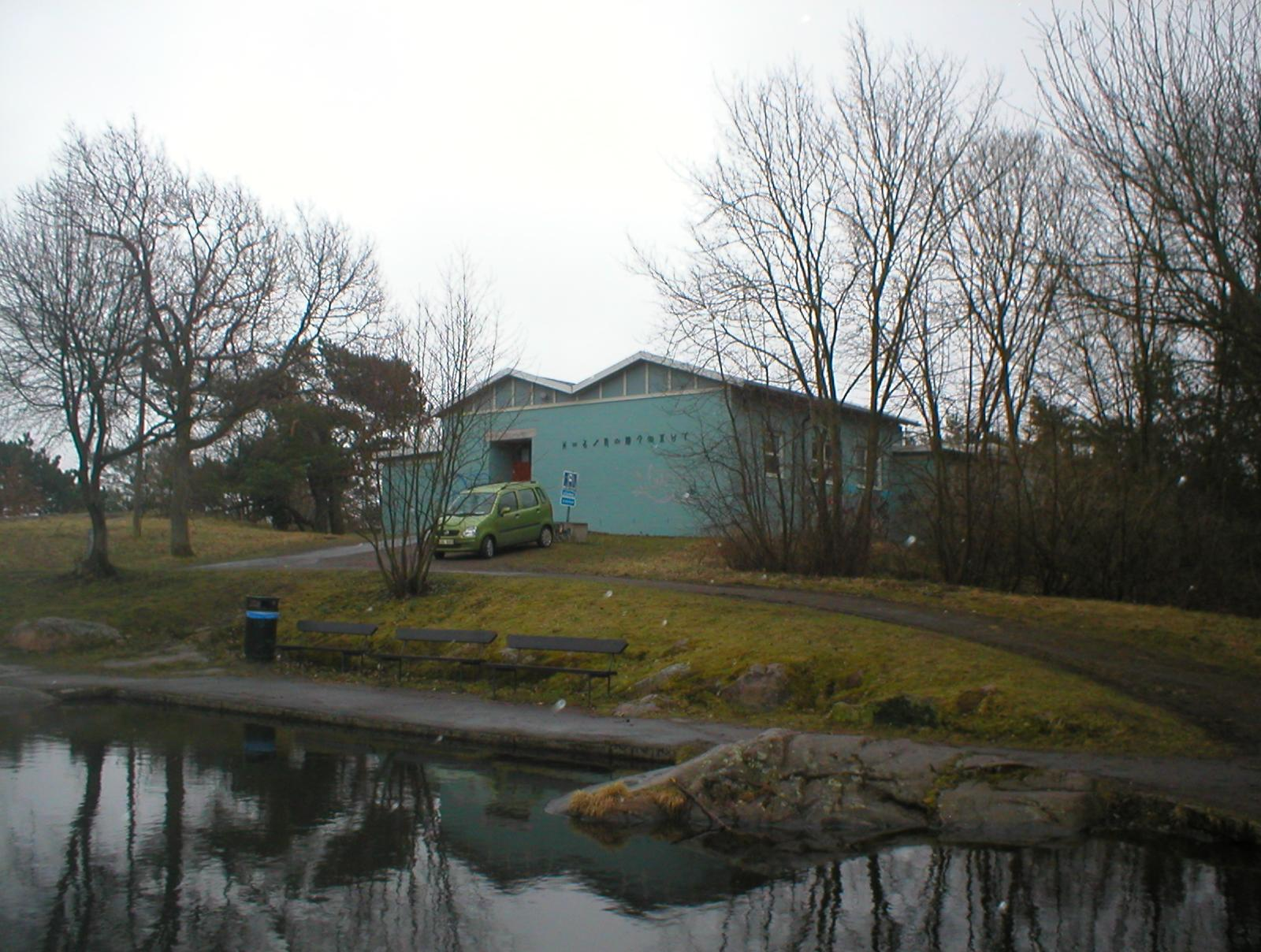
Vy från Ödledammen (norr om observatoriet).

Under hösten 1985 uppfördes det nuvarande observatoriet, med två observationspaviljonger, kontor och föreläsningsutrymmen. Det användes första gången den 22 november 1985 i samband med återkomsten av Halleys komet. Samtidigt bildades stödföreningen Slottsskogsobservatoriets vänner, och snart inleddes även ett samarbete med Göteborgs astronomiska klubb (bildad i december 1955). Tack vare en donation från Erna och Victor Hasselblads stiftelse fick observatoriet på sommaren 2003 ett modernt och stort spegelteleskop med 30 cm öppning, fast monterat i en av observationspaviljongerna.

### Senare år
Observatoriet har ett rum med utställningar och en modell av stjärnhimlen, ett föredragsrum och två rum med avtagbara tak för teleskopen.
Verksamheten upphörde tillfälligt mellan den 31 januari och 13 maj 2007 på grund av dålig ekonomi.

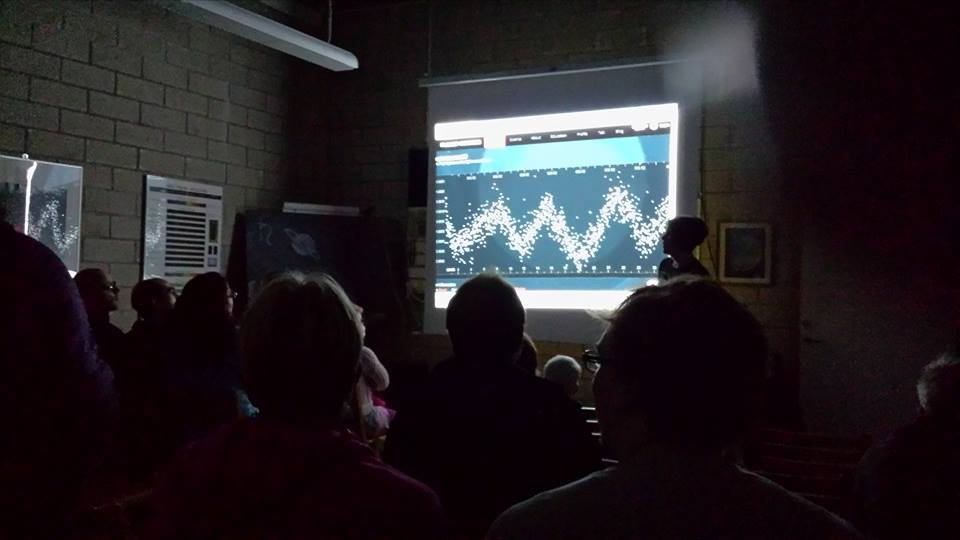
Vid allmänna visningar förevisar man teleskop och pratar astronomi (fotot: Astronomins dag och natt 2014).

Slottsskogsobservatoriet deltar sedan starten 2012 med evenemang i samband med Astronomins dag och natt.
Verksamheten har hotats av nedläggning under senare delen av 2010-talet. 2016 gick observatoriet miste om det årliga stödet från Västra Götalandsregionens kulturnämnd.
2019 anordnade föreståndarinnan Katja Lindblom en kickstarterkampanj för att samla in pengar till observatoriets 90-årskalas. Katja Lindblom var inte bara Slottsskogsobservatoriets första kvinnliga föreståndare utan även dess allra sista föreståndare. 
Observatoriet drevs från 1993 till största delen av frivilliga från Slottsskogsobservatoriets Vänner (tidigare Föreningen för Folkobservatorium i Göteborg). Tidigare var Göteborgs Naturhistoriska museum huvudman, men efter omorganisationer tillhör det numera Göteborgs botaniska trädgård. Under Claes-Göran Carlssons tid som föreståndare 1986–2007 kom medlen till hans halvtidstjänst från Torslanda stadsdelsnämnd, som en förlängning av hans anställning som lärare i Torslanda. Under Katja Lindbloms tid blev Göteborgs Stads Stadsmiljöförvaltning huvudman för Slottsskogsobservatoriet.
Själva byggnaden ägs numera av det kommunala fastighetsbolaget Higab.

### Föreståndare
Observatoriet har sedan starten haft sju olika föreståndare. Folkskolläraren Björn Hedvall, som ansvarade för verksamheten i 22 års tid, initierade bygget av den nya observatoriebyggnaden 1985. Sedan 2003 har observatoriet efter Hedvall gatuadressen Björn Hedvalls stig, den korta vägen (en avtagsväg till den längre August Kobbs stig) som löper fram till observatoriet. 
- Otto M Holmberg 1929[5]–1944
- O Svantesson 1947–1949[5]
- I Magnusson 1949–1963[5]
- Björn Hedvall 1964–1986[5]
- Claes-Göran Carlsson 1986–2007[5]
- Gunnar Sporrong 2007–2013[17]
- Katja Lindblom 2014–2024[4]